# Pedicularis eriantha
Pedicularis eriantha là loài thực vật có hoa thuộc họ Cỏ chổi. Loài này được T. N. Pop. mô tả khoa học đầu tiên.